# Бутсма, Рэйчел
Рэйчел Кристин Бутсма (англ. Rachel Kristine Bootsma; род. 15 декабря 1993, Миннеаполис, Миннесота) — американская пловчиха, специализирующаяся в плавании на спине. Олимпийская чемпионка, призёр летней Универсиады, чемпионка Панамериканских игр. Также выступала за команду Калифорнийского университета в Беркли.

## Карьера
На чемпионате США 2010 года, который являлся отборочным турниром на чемпионат Тихоокеанского побережья 2010 и чемпионат мира 2011, Бутсма заняла третье место на дистанции 100 метров на спине. На чемпионате Тихоокеанского бассейна 2010 года Бутсма завоевала бронзовую медаль на дистанции 50 метров на спине, показав одинаковое время с Эмили Томас из Новой Зеландии и Фабиолой Молиной из Бразилии.
20 ноября 2010 года Бутсма установила университетский рекорд США на 100 ярдов на спине, проплыв дистанция за 51,53 с. Предыдущий рекорд принадлежал Синди Тран (51,85). 16 октября 2011 года на Панамериканских играх она побила рекорд Игр в плавании на 100 метров на спине с результатом 1.00,37.
Бутсма окончила среднюю школу в Иден-Прери в 2012 году. Она училась в Калифорнийском университете в Беркли, где плавала за женскую команду под руководством Тери МакКивер. В 2013 и 2015 годах она становилась чемпионкой NCAA в плавании на 100 ярдов на спине.

### Летние Олимпийские игры 2012 года
На олимпийских отборочных соревнованиях в США 2012 года в Омахе, Бутсма сумела показать результат, позволивший войти в состав сборной. Она заняла второе место после Мисси Франклин в плавании на 100 метров на спине с результатом 59,49 с. В предварительных заплывах и полуфинале Бутсма показала результаты 59,69 и 59,10, соответственно.
На летних Олимпийских играх 2012 года в Лондоне Бутсма показала время 1.00,03 в предварительных заплывах на 100 метров на спине, заняв одиннадцатое место в общем зачете и получив право на место в полуфинале. Она заняла шестое место в следующем раунде, проплыв за 1.00,04, не сумев попасть в финал. Бутсма стала олимпийской чемпионкой, выступая за сборную США в квалификационном раунде комбинированной эстафеты 4×100 метров, и была заменена перед финальным заплывом.

### Летняя Универсиада 2015
Рэйчел Бутсма завоевала бронзовую медаль с результатом 1:00,78 в плавании на 200 метров на спине на летней Универсиаде 2015 году в Кванджу. Она также стала бронзовым призёром в комбинированной эстафете, так как она участвовала в предварительном раунде на первом этапе.

### Отбор на летние Олимпийские игры 2016
Рэйчел Бутсма участвовала  в отборочном турнире сборной США на Олимпийские игры в июле 2016 года. Не сумев войти в состав сборной, она завершила карьеру.